# Rio Negro (Rio Iguaçu)
Der Rio Negro ist ein Fluss im Süden des brasilianischen Bundesstaats Paraná entlang der Grenze zu Santa Catarina. Er entspringt an der Grenze der Munizipien Tijucas do Sul und Campo Alegre (SC) auf 1398 m Meereshöhe. Er mündet 153 km westlich davon zwischen den Munizipien São Mateus do Sul und Canoinhas (SC) in den Rio Iguaçu.

## Etymologie und Geschichte
Der Name Rio Negro bedeutet auf Deutsch Schwarzer Fluss. Der bekannteste unter seinen vielen Namensvettern ist der Rio Negro im Norden Brasiliens, der bei Manaus in den Amazonas mündet.

## Geografie

### Lage
Der Rio Negro verläuft von der Quelle bis zur Mündung vollständig auf der Grenze zwischen den südbrasilianischen Bundesstaaten Paraná und Santa Catarina. Das Einzugsgebiet des Rio Negro befindet sich auf dem Primeiro und dem Segundo Planalto Paranaense.

### Verlauf
Seine Quelle liegt an der Grenze der Munizipien Tijucas do Sul und Campo Alegre auf 1398 m Meereshöhe am Westhang der Serra do Mar in der Nähe des Morro do Munhoz (1423 m). Der Fluss verläuft in westlicher Richtung.
In seinem Oberlauf durchfließt er die Curitiba-Hochebene (Primeiro Planalto) von Paraná. Ab dem Munizip Rio Negro durchfließt er die Ponta-Grossa-Hochebene (Segundo Planalto) bis zu seiner Mündung. Er fließt zwischen den Munizipien São Mateus do Sul und Canoinhas von links in den Rio Iguaçu. Er mündet auf 758 m Höhe.
Die Entfernung zwischen Ursprung und Mündung beträgt 153 km.

### Munizipien am Rio Negro
Die Liste der Munizipien umfasst am Nordufer Tijucas do Sul, Agudos do Sul, Piên, Rio Negro, Lapa, Antônio Olinto. In Santa Catarina liegen Campo Alegre, São Bento do Sul, Rio Negrinho, Mafra, Três Barras und Canoinhas an seinem südlichen Ufer.

### Zuflüsse
Die wichtigsten der Nebenflüsse sind von links die Rios Canoinhas, Bateias, Preto, Negrinho, São Bento, da Lança. Von rechts fließen ihm folgende Flüsse zu: Rio da Várzea, Rio Piên, Rio Passa Três.

### Brücken
Zwischen Piên und São Bento do Sul überquert ihn die Straßenbrücke der Staatsstraßen PR-420 und SC-418. Etwas flussabwärts verbindet eine weitere Straßenbrücke Rio Negrinho mit Piên.
Zwischen den Munizipien Rio Negro und Mafra gibt es drei Brücken über den Rio Negro: die Eisenbrücke Dr. Dinis Assis Henning, die Coronel-Rodrigo-Ajace-Brücke und die Engenheiro-Moacyr-Gomes-e-Souza-Brücke der Bundesstraße BR-116, die auch als Ponte dos Peixinhos (deutsch: Fischleinbrücke) bekannt ist.
Etwa 20 km oberhalb seiner Mündung wird er von der Staatsstraße PR-151 zwischen São Mateus do Sul und Três Barras überquert.